# Pawati
Pawati est un village de la commune de Mayo-Baléo situé dans la région de l'Adamaoua et le département du Faro-et-Déo, à proximité de la frontière avec le Nigeria.

## Population
En 1971, Pawati comptait 200 habitants, principalement Koutine (ou Pere).
Lors du recensement de 2005, 358 personnes y ont été dénombrées.